# Kimi no Tame ni Boku ga Iru
Kimi no Tame ni Boku ga Iru (君のために僕がいる?) è un brano musicale del gruppo musicale giapponese Arashi, pubblicato come loro quinto singolo il 18 aprile 2001. Il brano è incluso nell'album Arashi Single Collection 1999-2001, secondo lavoro del gruppo. Il singolo ha raggiunto la prima posizione della classifica Oricon dei singoli più venduti in Giappone, vendendo 323 020 copie.

## Tracce
CD Singolo PCCJ-00005
1. Kimi no Tame ni Boku ga Iru - 3:46
2. Hanasanai! - 5:02
3. Kimi no Tame ni Boku ga Iru (Karaoke) - 3:47
4. Hanasanai! (Karaoke) - 4:59

## Classifiche
| Classifica (2001) | Posizione più alta |
| ----------------- | ------------------ |
| Giappone (Oricon) | 1                  |